# Nu är det jul igen 2
Nu är det jul - igen 2 (engelska: The Santa Clause 2) är en amerikansk långfilm från 2002 i regi av Michael Lembeck som är en uppföljare till Nu är det jul igen från 1994.

## Handling
Jultomtens son Charlie har hamnat på listan över stygga barn och bestämmer sig åka för att tala med honom. Den vikarierande tomten ställer dock till det i tomteverkstaden på Nordpolen så jultomten måste åka tillbaka dit. Jultomten är dessutom pressad att gifta sig före nästa julafton för att inte förlora sina magiska krafter.

## Rollista
| Tim Allen          | – Scott Calvin/Santa Claus     |
| Elizabeth Mitchell | – Principal Carol Newman       |
| David Krumholtz    | – Bernard the Arch-Elf         |
| Eric Lloyd         | – Charlie Calvin               |
| Judge Reinhold     | – Dr. Neil Miller              |
| Wendy Crewson      | – Laura Miller                 |
| Spencer Breslin    | – Curtis, the Experimental Elf |
| Liliana Mumy       | – Lucy Miller                  |
| Danielle Woodman   | – Abby                         |
| Art LaFleur        | – Tooth Fairy                  |
| Aisha Tyler        | – Mother Nature                |
| Kevin Pollak       | – Cupid                        |
| Jay Thomas         | – Easter Bunny                 |
| Michael Dorn       | – Sandman                      |